# 哥白尼革命

太阳（黄色）、地球（蓝色）和火星（红色）的运动。左侧为哥白尼的日心说模型；右侧则是传统的地心说模型，包括火星的视逆行。为了简化，火星的公转周期被描绘为2年而非1.88年，轨道也被描绘为完美的圆或外旋轮线。

“哥白尼革命”一词是由伊曼努尔·康德在其1781年的著作《纯粹理性批判》中提出的。它指的是天文學領域的一大變革，指的是人們从原先以靜止的地球為宇宙中心的認知（托勒密天体模型，即地心說）轉變到以太阳为太阳系中心的日心说的認知。这场革命分为两个阶段：第一阶段极为数学化，始于1543年尼古拉·哥白尼發表《天体运行论》，第二阶段则始于1610年伽利略的传单出版。对这一“革命”的贡献一直持續到艾萨克·牛顿于1687年出版《自然哲学的数学原理》为止。

## 日心说

### 在哥白尼之前
“哥白尼革命”得名于尼古拉·哥白尼，他在1514年之前的撰写的《短论》是文艺复兴时期首次明确阐述日心说的著作。日心说的概念则要古老得多，可以追溯到公元前3世纪的古希腊学者萨摩斯的阿里斯塔克，而他则可能又借鉴了更古老的毕达哥拉斯学派的概念。然而，古代的日心说后来被托勒密在《天文学大成》中提出的地心说所取代，并被亚里士多德学派所接受。
公元5世纪的马尔提亚努斯·卡佩拉认为金星和水星并不是绕地球运行，而是绕太阳运行。卡佩拉的模型在中世纪前期被一些匿名的9世纪评论家讨论过，哥白尼也提到他受到了卡佩拉的影响。公元420年，马克罗比乌斯描述了一个日心模型。约翰内斯·司各特·爱留根纳（815-877年）提出了一个类似第谷·布拉厄模型的模型。
欧洲学者在13世纪就已意识到托勒密天文学的诸多问题，这一争议因阿威罗伊对托勒密的批评而被激发，又在15世纪中叶重新因托勒密文本的再现及翻译至拉丁语而被重新点燃。1957年，奥托·诺伊格鲍尔认为，15世纪拉丁学术界的辩论也受到了阿威罗伊之后对托勒密的批评，以及伊尔汗国时代（13-14世纪）基于马拉盖天文台的波斯天文学学派（尤其是穆艾叶德·丁·乌尔迪、奈绥尔丁和伊本·沙提尔的作品）的影响。
哥白尼所接收到的问题在格奥尔格·冯·波伊巴赫的《关于行星的新理论》中有所总结，该书编纂自波伊巴赫的学生约翰内斯·米勒在1454年的讲义，但直到1472年才印刷出版。波伊巴赫试图呈现一个数学上更加优雅的托勒密系统，但他并未涉及日心说。约翰内斯·米勒本人是费拉拉的多梅尼科·马里亚·诺瓦拉的老师，而诺瓦拉又是哥白尼的老师。
有可能在1476年去世前，约翰内斯·米勒就已经形成了日心说的理论，因为在后来的作品中，他特别关注阿里斯塔克的日心说，并在一封信中提到了“地球的运动”。

### 尼古拉·哥白尼

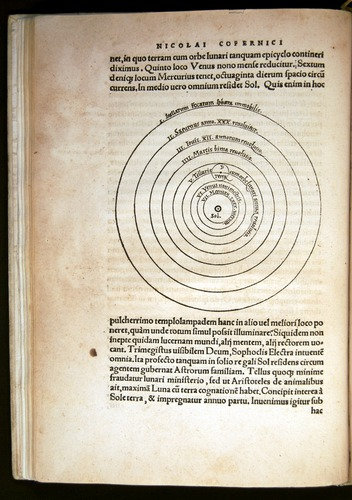
尼古拉·哥白尼的日心说模型

哥白尼于1946年至1501年在博洛尼亚大学学习，并成为费拉拉的多梅尼科·马里亚·诺瓦拉的助手。他研究过波伊巴赫与米勒合著的《托勒密〈大成〉纲要》（该书于1946年在威尼斯印刷出版），并于1497年3月9日观测了月球的运动。随后，哥白尼提出了明确的以太阳为中心的行星运动模型，并在1514年之前撰写了短篇著作《短论》，以少量手稿在亲友间流传。他持续完善这一体系，最终于1543年出版了其更为详尽的著作《天体运行论》，书中包含了大量图解与表格。
哥白尼模型宣传能够描述宇宙的物理真实，这是托勒密模型被认为已无法再能做到的。哥白尼将地球从宇宙中心移除，令天体绕太阳运行，并引入了地球自转的概念。尽管哥白尼的工作引发了“哥白尼革命”，但这并不意味着革命已经完成。实际上，哥白尼体系本身存在多项缺陷，必须由后来的天文学家加以修正，这一过程最终促成了我们今天对天文学的理解。
哥白尼不仅提出了关于太阳和地球关系的理论，还致力于驳斥地心说中一些较为细微的内容。在一篇关于日心说的文章中，作者欧文·京格里奇写道，为了说服人们相信自己模型的准确性，哥白尼设计了一套机制，使对天体运动的描述能够“回归为圆形运动的纯粹组合”。哥白尼的理论让许多人感到不安甚至不满。他的理论因未能完全符合天主教会的教义而受到批评，这也为后来的伽利略事件埋下了伏笔。尽管他关于宇宙并非以地球为中心的推测遭遇质疑，哥白尼仍逐渐赢得支持——一些科学家和占星家甚至认为，他的体系比地心说更有助于理解天文学的概念。

## 接受

### 第谷·布拉厄

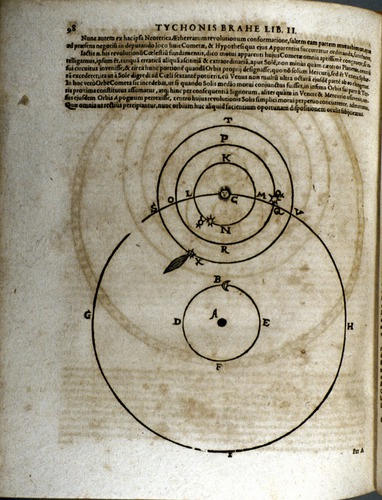
第谷·布拉厄的地日皆心说模型

第谷·布拉厄（1546-1601）是一位丹麦贵族，当时以天文学家的身份而闻名。对宇宙的理解的进一步发展需要比哥白尼的观测更为精准的新数据。第谷在此方面取得了巨大的进步。他提出了地日皆心说，即太阳围绕地球运动，而行星则围绕太阳运动，这一系统被称为第谷系统。尽管第谷欣赏哥白尼系统的优点，但他和其他许多人一样，无法接受地球的运动。
1572年，第谷观测到了仙后座的一颗新星。这颗新星在天空中闪耀了十八个月，且没有明显的视差，表明其位于亚里士多德模型中的天界区域。然而，根据亚里士多德模型，天界区域不应发生任何变化，因此第谷的这一观测对亚里士多德的理论造成了重大打击。1577年，第谷又观测到了一颗大彗星。他通过视差测量判断，这颗彗星穿越了行星运行的区域。而根据亚里士多德的理论，这一区域只能存在于坚固天球上的匀速圆周运动，彗星不可能进入该区域。第谷据此得出结论：根本不存在这样的天球，这也引出了一个问题——究竟是什么力量维持行星在轨道上的运行？
在丹麦国王的支持下，第谷在文岛上建立了乌拉尼堡天文台。在接下来的20年中，第谷和他的天文团队进行了比以往更为精准的天文观测。这些观测为未来的天文学突破奠定了基础。

### 约翰内斯·开普勒
开普勒曾担任第谷·布拉厄的助手，并在第谷意外去世后，接替他成为鲁道夫二世的御用数学家。借助第谷留下的大量观测数据，开普勒在天文学领域取得了划时代的突破，提出了著名的开普勒三定律。若没有第谷的观测资料，开普勒便无法得出这些定律，因为正是这些数据使他得以证明：行星轨道是椭圆，而太阳并非位于轨道的正中心，而是在一个焦点上。伽利略·伽利雷在开普勒之后登场，他自行研制了放大倍数足够高的望远镜，得以观测金星，并发现其具有类似月亮的相位变化。这一发现成为从地心说向日心说转变的关键证据之一，影响深远。艾萨克·牛顿的《自然哲学的数学原理》标志着哥白尼革命的最终完成。他提出的行星运动定律与万有引力定律，揭示了天体运动的成因——即物体之间存在引力作用，从而以力学方式解释了天体之间的运行规律。

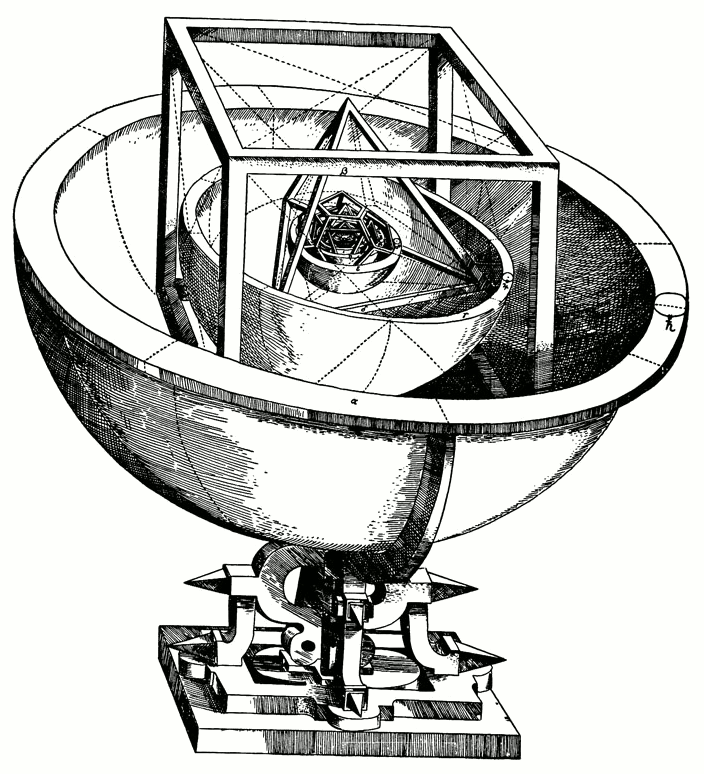
开普勒在《宇宙的秘密》中提出的太阳系的柏拉图立体模型

1596年，开普勒出版了他的第一本著作《宇宙的秘密》，这是自1540年以来第二位（第一位是托马斯·迪格斯，1576年）公开支持哥白尼宇宙体系的著作。在书中，开普勒提出了一种模型，运用毕达哥拉斯式的数学与五种柏拉图立体来解释行星的数量、比例与排列顺序。这本书赢得了第谷·布拉厄的认可，他因此邀请开普勒前往布拉格担任助手。
1600年，开普勒开始研究火星的轨道——在当时已知的六颗行星中，火星的离心率是第二大的。这项研究成为其下一部著作《新天文学》的基础，该书于1609年出版。在书中，开普勒主张日心说，并提出行星沿椭圆轨道运行，取代了传统上以本轮和均轮修正圆周轨道的地心模型。这本书首次提出他后来自名的三大行星运动定律中的前两条。1619年，开普勒发表了他的第三条也是最后一条定律，该定律揭示了两颗行星之间轨道周期与轨道半长轴之间的关系，而非仅描述单颗行星的运动。
开普勒在天文学方面的工作具有一定的开创性。与之前的学者不同，他摒弃了行星作匀速圆周运动的传统假设，转而提出行星沿椭圆轨道运行的理论。此外，和哥白尼一样，开普勒也主张日心模型具有物理现实性，而非仅是数学上的简化手段，用以取代地心说。然而，尽管他取得了诸多突破，开普勒仍无法解释到底是什么物理机制使行星能够维持在椭圆轨道上运行。

#### 开普勒行星运动定律
1. 轨道定律：每一个行星都沿着各自的椭圆轨道环绕著太阳，而太阳则处在椭圆的一个焦点上。
2. 等面积定律：在相等时间内，太阳和运动着的行星的连线所扫过的面积都是相等的。
3. 和谐定律：各个行星绕太阳公转周期的平方及其椭圆轨道的半长轴的立方成正比。比例系数对所有行星都相同。

### 伽利略·伽利雷
伽利略·伽利雷是一位意大利科学家，有时被称为“现代观测天文学之父”。他对望远镜的改进、天文观测及对日心说的支持，都是哥白尼革命的重要组成部分。
在汉斯·利伯希的设计基础上，伽利略制作了自己的望远镜，并在次年将其改进至30倍放大倍率。借助这件新仪器，伽利略进行了多项天文观测，并在1610年发表在《星际信使》一书中。在书中，他描述月球表面崎岖不平，并非完美无暇。他还指出：“明暗交界线并非如一个完美球体所呈现的那样形成均匀的椭圆形，而是如图所示呈现出凹凸不平、曲折不规则的线条。”这些观测结果对亚里士多德认为月亮是完美球体的主张构成了挑战，也动摇了“天界完美不变”的更宏大理念。
伽利略接下来的天文发现令时人震惊。在连续几天观测木星时，他注意到木星附近有四颗“恒星”，它们的位置不断变化，这种运动方式若是固定恒星则根本不可能发生。经过反复观测，他最终断定这四颗天体实际上是在绕木星运行的卫星，而非恒星。这一发现具有颠覆性，因为按照亚里士多德的宇宙观，所有天体都应围绕地球运行，而一个拥有卫星的行星显然违背了这一流行信念。尽管这一发现与亚里士多德的宇宙体系相矛盾，却有力支持了哥白尼的宇宙体系——该体系认为地球只是众多行星中的一员，并非宇宙的中心。
1610年，伽利略观测到金星具有完整的相位变化，类似于我们从地球上看到的月相。这一现象可以通过哥白尼或第谷的体系加以解释，这两个体系认为，由于金星绕太阳运行的轨道特性，其所有相位都应可见；而托勒密的地心体系则认为金星只能呈现部分相位。正因为伽利略对金星相位的观测，使托勒密体系受到了严重质疑，许多主要天文学家因此转向不同形式的日心模型。这一发现成为地心说向日心说转变过程中最具影响力的成果之一。

### 固定星星的天球
在16世纪，受到哥白尼启发的一些作家，如托马斯·迪格斯、焦尔达诺·布鲁诺和威廉·吉尔伯特，主张宇宙是无限延伸的，甚至是无穷的，其他恒星则是遥远的太阳。这一观点与亚里士多德所认为的“恒星固定在天球之上”的宇宙模型形成鲜明对比。虽然哥白尼本人（以及最初的开普勒）并不支持这种无限宇宙的设想，但在1610年，伽利略通过望远镜观测到银河那条微光带实际上由无数白色星点组成，这些星点很可能就是遥远的恒星。这一发现为无限宇宙的概念提供了观测上的依据。到了17世纪中叶，这一新观点已被广泛接受，部分原因是勒内·笛卡尔的支持与传播。

### 艾萨克·牛顿
艾萨克·牛顿是一位著名的英国物理学家和数学家，以其著作《自然哲学的数学原理》闻名于世。他因提出运动定律和万有引力定律，成为科学革命中的核心人物之一。人们普遍认为，牛顿的这些定律标志着哥白尼革命的终结点。

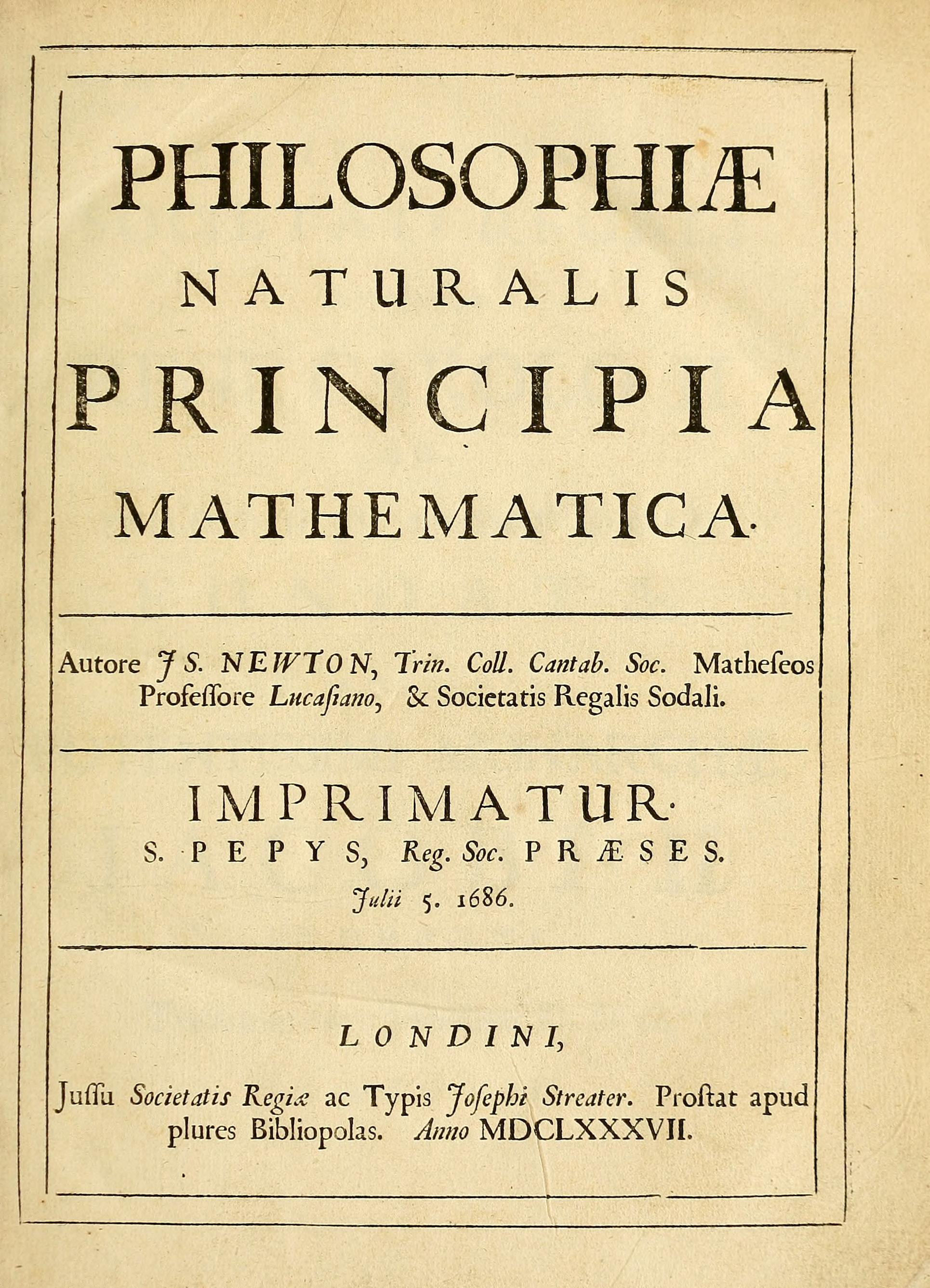
牛顿《自然哲学的数学原理》第一版（1687年）的扉页

牛顿利用开普勒的行星运动定律推导出了他的万有引力定律。万有引力定律是他在《原理》一书中首先提出的重要定律。该定律指出，任何两个物体之间都会相互施加引力，这种引力的大小与两个物体的引力质量的乘积成正比，与它们之间距离的平方成反比。除了万有引力定律，《原理》一书还提出了牛顿的三大运动定律。这三条定律解释了物体在受到合外力作用时的惯性、加速度，以及作用力与反作用力的关系。

## 比喻用法

### 伊曼努尔·康德
伊曼努尔·康德在其《纯粹理性批判》（1787年版）中，将“哥白尼革命”与他所提出的新超验哲学的认识论进行了类比。康德在该书第二版的前言中（此版为1781年第一版的重大修订）提出了这一比较。他认为，正如哥白尼抛弃了天体围绕静止观察者旋转的假设，转而设想观察者自身在运动一样，形而上学也应当“完全依照哥白尼的基本假设”进行转变：不再假定“知识必须符合对象”，而应设想“对象必须符合我们（先验的）知识”。
关于康德将自己的哲学称为“完全依照哥白尼的基本假设”所要表达的含义，学界已有诸多讨论。长期以来，关于康德这一类比是否恰当，始终存在争议，因为多数评论者认为，康德实际上颠倒了哥白尼的根本转变。汤姆·罗克莫尔指出，康德本人其实从未用“哥白尼革命”这一说法来形容自己，尽管这一说法后来“经常”被他人用于描述他的哲学。

### 康德之后
在康德之后，“哥白尼革命”这一说法在20世纪被广泛用于指代任何（被认为的）范式转变，例如用于描述弗洛伊德的精神分析学派，或大陆哲学与分析语言哲学中的理论变革。

## 引用
1. ↑  Gillies, Donald, , 2019-04-10  [2019-12-03]
2. ↑  Smith, George. . 扎尔塔, 爱德华·N  (编). . 2007.
3. ↑   William Stahl, trans., Martianus Capella and the Seven Liberal Arts, vol. 2, The Marriage of Philology and Mercury, 854, 857, New York: Columbia Univ. Pr, 1977, pp. 332–333
4. ↑  Eastwood, Bruce S., , Leiden: Brill: 244–259, 2007, ISBN 978-90-04-16186-3
5. ↑  Eastwood, Bruce S., , Proceedings of the American Philosophical Society, 1982, 126: 367–394.
6. 1 2  Carman, Christián C. . Archive for History of Exact Sciences. 2017-12-23, 72 (1): 1–20. ISSN 0003-9519. doi:10.1007/s00407-017-0198-3. hdl:11336/72174 .
7. ↑  Osler (2010), p. 42
8. ↑  George Saliba (1979). "The First Non-Ptolemaic Astronomy at the Maraghah School", Isis 70 (4), pp. 571–576.
9. ↑  Arthur Koestler, The Sleepwalkers, Penguin Books, 1959, p. 212.
10. 1 2  Osler (2010), p. 44
11. ↑  Rushkin, Ilia. . History and Philosophy of Physics. 6 February 2015, 1: 1–13. Bibcode:2015arXiv150201967R. arXiv:1502.01967 .
12. ↑  Gingerich, Owen. . Proceedings of the American Philosophical Society. 1973, 117 (6): 513–522. Bibcode:1973PAPhS.117..513G. ISSN 0003-049X. JSTOR 986462.
13. ↑  Maurice A Finocchario. (February 1,2016) 400 Years Ago the Catholic Church Prohibited Copernicanism* Origins.osu.edu
14. 1 2  Osler (2010), p. 53
15. ↑  J J O'Connor and E F Robertson. Tycho Brahe biography. April 2003. Retrieved 2008-09-28
16. 1 2  Thoren (1989), p. 8
17. 1 2  Newton, Isaac. . Translated by I. Bernard Cohen; Anne Whitman; Julia Budenz. Berkeley: University of California Press. 1999. ISBN 0-520-08817-4.
18. ↑  Singer (1941), p. 217
19. ↑  Drake (1990), pp. 133-134
20. ↑  Galileo, Helden (1989), p. 40
21. ↑  Drake (1978), p. 152
22. ↑  Drake (1978), p. 157
23. ↑  Osler (2010), p. 63
24. ↑  Hellyer, Marcus (编). . Blackwell Essential Readings in History 7. John Wiley & Sons. 2008: 63. ISBN 9780470754771. The Puritan Thomas Digges (1546–1595?) was the earliest Englishman to offer a defense of the Copernican theory. ... Accompanying Digges's account is a diagram of the universe portraying the heliocentric system surrounded by the orb of fixed stars, described by Digges as infinitely extended in all dimensions.
25. ↑  Bruno, Giordano. . . （原始内容存档于27 April 2012）. 已忽略未知参数|df= (帮助)
26. ↑  Gilbert, William. . . 由Mottelay, P. Fleury翻译. (Facsimile). New York: Dover Publications. 1893. ISBN 0-486-26761-X.
27. ↑  Galileo Galilei, Sidereus Nuncius (Venice, (Italy): Thomas Baglioni, 1610), pages 15 and 16. 的存檔，存档日期March 16, 2016，.

English translation: Galileo Galilei with Edward Stafford Carlos, trans., The Sidereal Messenger (London: Rivingtons, 1880), pages 42 and 43. 的存檔，存档日期December 2, 2012，.
28. ↑  Newton, Isaac; Chittenden, N. W. Life of Sir Isaac Newton; Adee, Daniel; Motte, Andrew; Hill, Theodore Preston Early American mathematics books CU-BANC. . University of California Libraries. New-York : Published by Daniel Adee. 1846.
29. ↑  Ermanno Bencivenga (1987), Kant's Copernican Revolution.
30. ↑  Immanuel Kant. . . 由蓝公武翻译. 三联书店. 1957 [1787].
31. ↑  For an overview see Engel, M., Kant’s Copernican Analogy: A Re-examination, Kant-Studien, 54, 1963, p. 243. According to Victor Cousin: "Copernicus, seeing it was impossible to explain the motion of the heavenly bodies on the supposition that these bodies moved around the earth considered as an immovable centre, adopted the alternative, of supposing all to move round the sun. So Kant, instead of supposing man to move around objects, supposed on the contrary, that he himself was the centre, and that all moved round him." Cousin, Victor, The Philosophy of Kant. London: John Chapman, 1854, p. 21
32. ↑  Tom Rockmore, Marx After Marxism: The Philosophy of Karl Marx (2002), p. 184.
33. ↑  "By defining hysteria as an illness whose symptoms were produced by a person's unconscious ideas, Freud started what can be called a ‘Copernican Revolution’ in the understanding of mental illness — which put him into opposition both to the Parisian Charcot and to the German and Austrian scientific community." José Brunner, Freud and the Politics of Psychoanalysis (2001), p. 32.
34. ↑  "Jacques Lacan's formulation that the unconscious, as it reveals itself in analytic phenomena, ‘is structured like a language’, can be seen as a Copernican revolution (of sorts), bringing together Freud and the insights of linguistic philosophers and theorists such as Roman Jakobson." Ben Highmore, Michel de Certeau: Analysing Culture (2006), p. 64.